# Opopaea speciosa
Opopaea speciosa är en spindelart som först beskrevs av Lawrence 1952.  Opopaea speciosa ingår i släktet Opopaea och familjen dansspindlar. Inga underarter finns listade i Catalogue of Life.